# Cho Yoon-ok
Cho Yoon-ok (coréen : 조윤옥), mort le 22 juin 2002 à Séoul, est un joueur et entraîneur de football sud-coréen.

## Palmarès

### Joueur
Corée du Sud
- Vainqueur de la coupe d'Asie des nations : 1960
- Meilleur buteur de la coupe d'Asie des nations : 1960 (4 buts)

### Entraîneur
Corée du Sud
- Finaliste de la coupe de Corée du Sud : 1983

 Busan Daewoo Royals
- Vainqueur de la K-League : 1984